# Речной порог

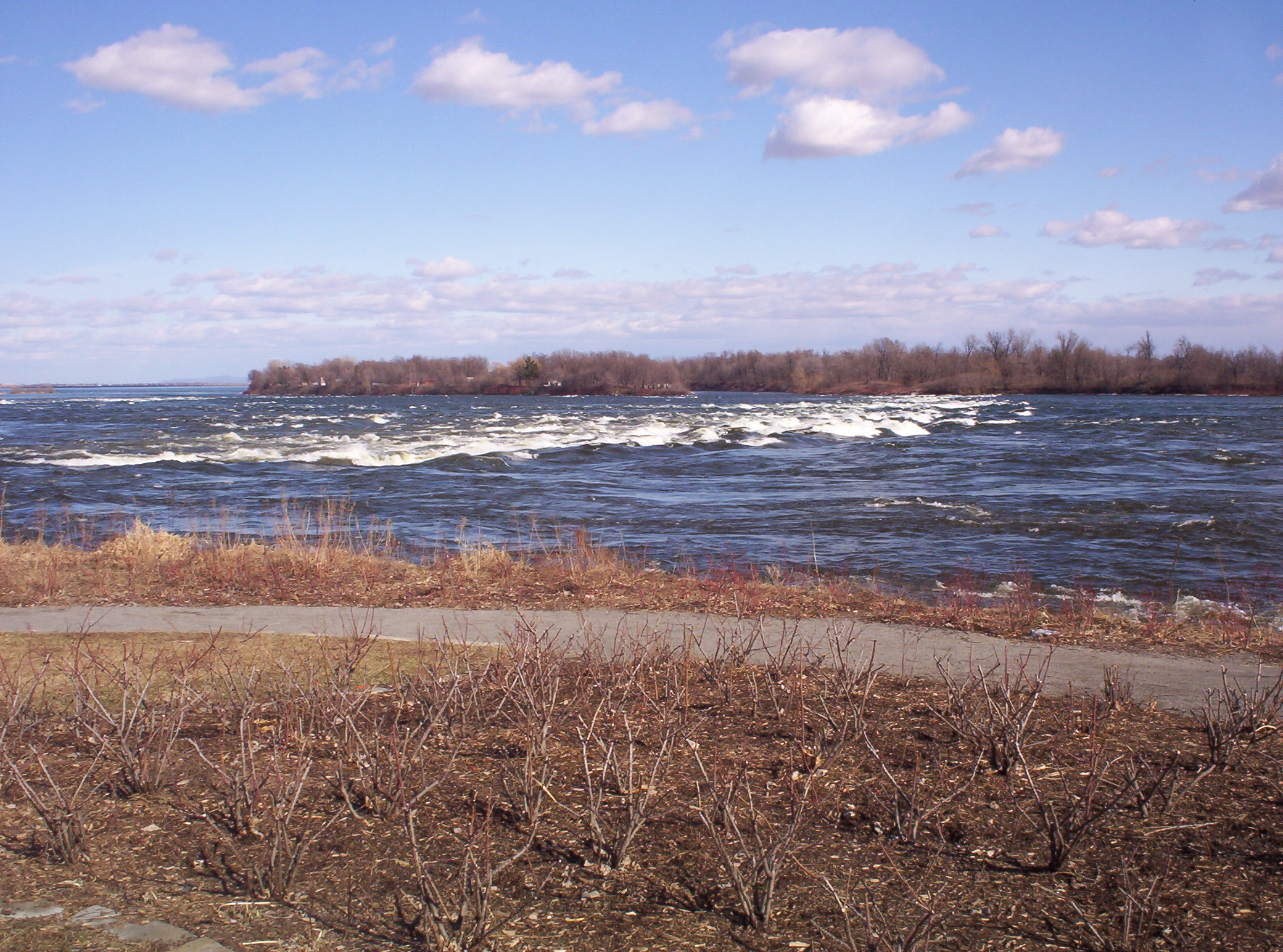
Порожистый участок реки

Поро́г — каменистый или скалистый участок в русле водотока с повышенной скоростью течения и относительно большим падением отметок уровня воды, образовавшийся вследствие ступенчатого размыва русла, если материал его неоднороден. Более пологие и простые участки с быстрым течением называются перекатами и шиверами, а более отвесные, обычно от 45°, — водопадами.
На востоке Руси (России) порог речной, перекат — сарма́, по твердому, плоскому дну, по сланцу и лещади, и под нею обычно омут, бучало, которое нередко также зовут сармо́й.

## Промышленное использование

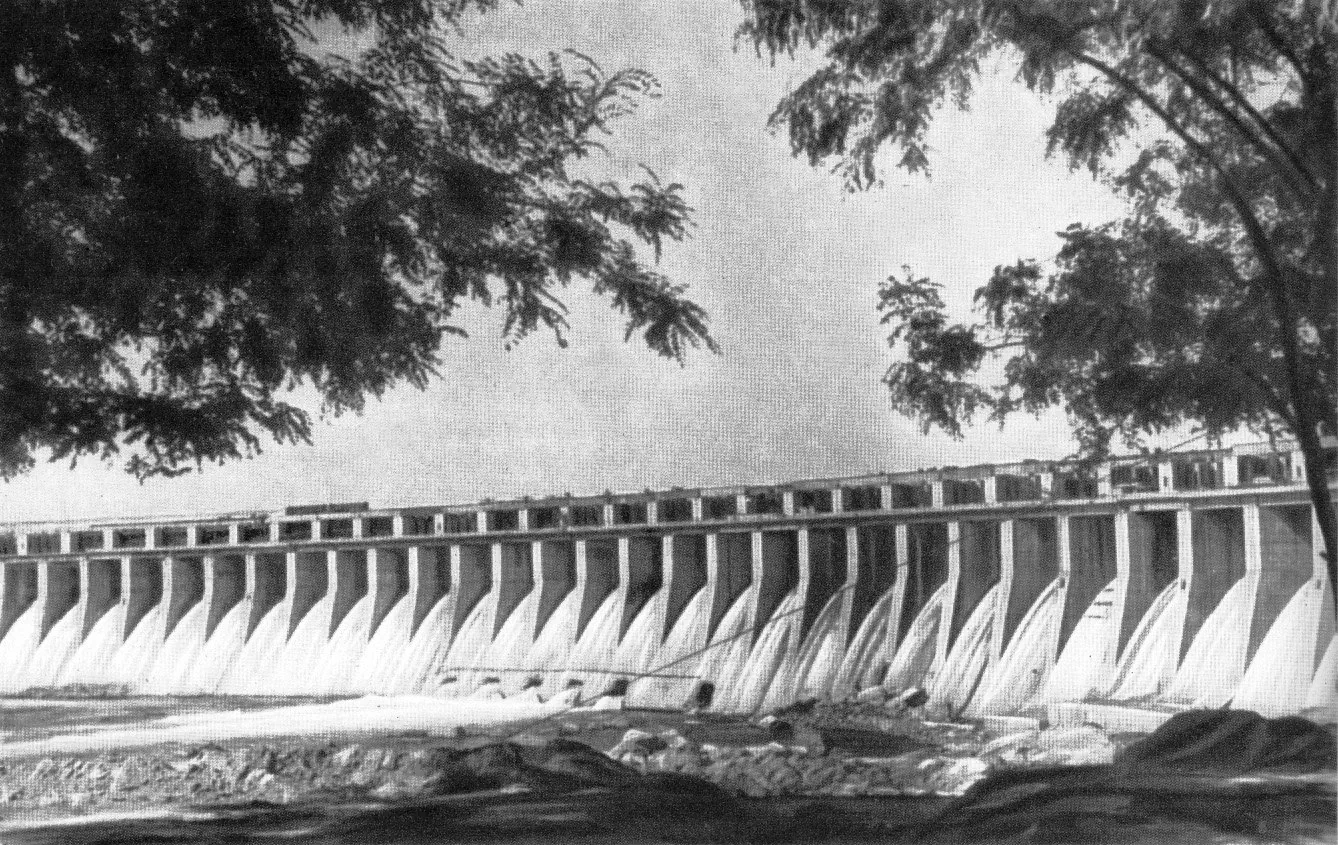
ДнепроГЭС (фото 1947 года)

Пороги затрудняют судоходство и сплав, вызывают необходимость сооружения обходных каналов. На реках, имеющих пороги, иногда сооружаются гидроэлектростанции (например, ДнепроГЭС на порогах Днепра у города Запорожье, Волховская ГЭС — на порогах Волхова).

## Водный туризм

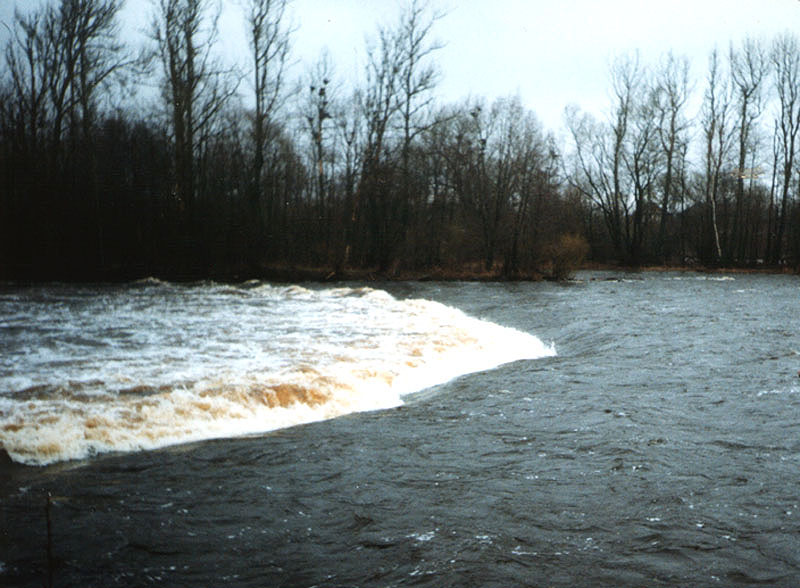
Порог «Лестница» на реке Мсте

В водном туризме пороги являются одним из основных элементов, определяющих сложность маршрута. Самые простые для прохождения пороги могут встретиться уже на маршрутах 2-й категории сложности.
Если порог состоит из нескольких последовательно расположенных сливов, расстояние между которыми не превышает длины судна, то такой порог называется одноступенчатым; если между сливами судно может свободно маневрировать и пройти от одного берега к другому, то порог называется многоступенчатым.
Если в результате предварительного осмотра порога появляются сомнения в успешности его прохождения, то как правило суда обносят или проводят их вдоль берега.

## Элементы порога

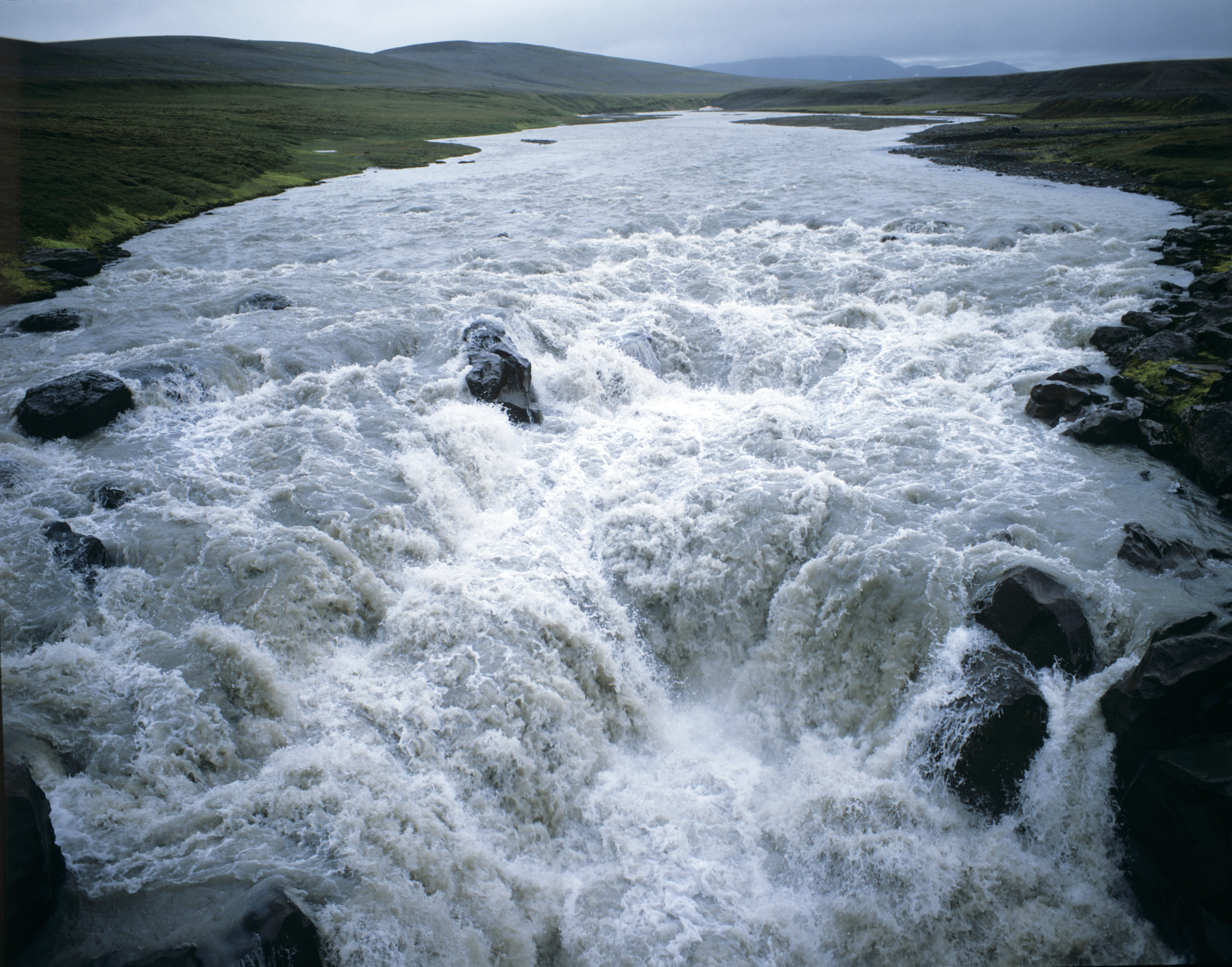
Kerlingafoss, Исландия

Характерными элементами порога являются водосливы, которые в зависимости от угла падения воды — больше или меньше 45° — подразделяются соответственно на водопады, водоскаты и просто сливы.
Также различают следующие элементы порога:
- Бочка
- Вал
- Завал
- Камень
- Прижим
- Слив
- Струя
- Улово
- Противоток

Перед порогом зачастую образуются значительные плёсы от подпруживания реки ступенями порога. За порогом часто следует улово.

## Категории трудности водных препятствий
Существует две распространённые шкалы оценки сложности водных препятствий: американская и российская.

### Американская классификация
Американская классификация трудности водных препятствий содержит 6 категорий, с I (самая простая) по VI (самая сложная).
| Класс                                                      | Характеристика препятствия |
| ---------------------------------------------------------- | --- |
| I (лёгкий / easy)                                          | Быстрое течение с шиверами и небольшими валами. Препятствий немного, все они понятные и легко обходятся. |
| II (начинающий / novice)                                   | Прямые пороги в широком и не загромождённом русле. Прохождение порога простое, предварительная разведка не требуется. Могут встречаться камни и валы среднего размера, которые можно легко обойти. Пороги на верхней границе этого класса обозначаются как «Класс II+». |
| III (средний / intermediate)                               | Пороги с умеренно сложными и беспорядочными валами. Редко удаётся избежать все препятствия. Возможны большие валы, воронки, бочки. Как правило, большой опасности для жизни и здоровья пороги этого класса не представляют. Пороги на верхней и нижней границах этого класса обозначаются как «Класс III+» и «Класс III-». |
| IV (сложный / advanced)                                    | Стремительный и мощный поток, требующий от экипажа интенсивного и точного маневрирования. В пороге возможны большие воронки, бочки. Требуется предварительная разведка. Пороги на верхней и нижней границах этого класса обозначаются как «Класс IV+» и «Класс IV-». |
| V (очень сложный / expert)                                 | Протяжённый и мощный порог с большим количеством препятствий. Возможны большие сливы, воронки, бочки, которые невозможно обойти. Прохождение порога связано с риском. Необходима разведка и организация страховки. Не рекомендуется проходить пороги класса V и выше без соответствующего снаряжения и опыта. В этом классе существует дополнительная градация сложности 5.0, 5.1 и т. д.                                                                                             |
| VI (экстремально сложный / extreme and exploratory rapids) | Чрезвычайно сложные пороги, как правило, ни разу не пройденные, или пройденные небольшое количество раз. Прохождение порога всегда сопряжено с большим риском, и осуществляется только при наиболее подходящем уровне воды. Перед прохождением порога необходимо тщательное его изучение. Обязательна организация страховки, если возможно. Последствия ошибок могут оказаться смертельными. При многократном прохождении порога он может быть перемещён в соответствующий класс 5.X. |

### Российская классификация
Российская классификация имеет 6 категорий с одной дополнительной (как правило, соответствующей классу VI в международной интерпретации). Однозначного соответствия международной и отечественной классификаций нет, каждый случай должен рассматриваться индивидуально. Обычно отечественная классификация применяется к российским рекам.
| Категория трудности | Характеристика препятствия |
| ------------------- | --- |
| 1 (Л)               | «Легкое препятствие». Доступно для прохождения туристам, не имеющим туристского опыта. Перекат, быстрина, невысокие валы, не требуется выбора линии движения и разведки. Характерно для маршрутов I к. с. |
| 2 (П)               | «Простое» препятствие. Валы, несложная шивера, порог, прижим, скорость воды и уклон невелики. Линия движения видна с воды. Определяющее препятствие маршрутов II к. с. |
| 3 (СР)              | Препятствие «средней» трудности. Локальный порог со спокойным участком на выходе, шивера, отдельные камни в русле, завалы. Линия движения видна с воды. Определяющее препятствие маршрутов III к. с |
| 4 (С)               | «Сложное» препятствие. Протяженная шивера или порог с большим количеством камней, бочками и валами. Каньон и щеки с прижимами, отдельными камнями и сливами. В конце препятствий имеются достаточно протяженные относительно спокойные участки реки. Желательна разведка, элементы страховки, линия движения с воды не просматривается или неявно выражена. Определяющее препятствие маршрута IV к. с.                                                       |
| 5 (Т)               | «Трудное» препятствие. Технически трудный протяженный порог или шивера на участках с большим уклоном и расходом воды, крупные бочки и валы, сложная линия движения. Препятствия следуют друг за другом. В конце препятствия короткий участок быстротока, где возможна швартовка. Каньон с препятствиями 4 к. т. Сильный прижим. Обязательная разведка и страховка, возможна аварийная ситуация. Определяющее препятствие маршрутов V к. с.                   |
| 6 (ТТ)              | «Очень трудное», опасное препятствие. Опасный сложный каскад препятствий или каньон с набором наиболее трудных препятствий. Отдельные препятствия переходят из одного в другое, швартовка и страховка затруднены или невозможны. Опасное локальное препятствие на участках с высоким уклоном и расходом воды. Проходится после тщательной разведки и со страховкой. Преодолевается на пределе возможности судов. Определяющее препятствие маршрутов VI к. с. |
| 6* (ТТТ)            | «Сверхтрудное» препятствие. Труднопроходимое для любого класса судов. Ранее не пройденное или имеющее единичные случаи прохождения, крайне опасное для жизни членов экипажей (завалы, водопады, водосбросы, ущелья…). Характерно для маршрутов-первопрохождений VI к. с. |

### Советская классификация
Категории сложности водных походов, принятая в СССР.
- 1 категория: Без препятствий.
- 2 категория: Препятствия малой сложности.
- 3 категория: Препятствия средней сложности.
- 4 категория: Препятствия большой сложности.
- 5 категория: Препятствия большой сложности, с опасностью для жизни.
- 6 категория: Препятствия большой сложности с повышенной опасностью для жизни.